# Bezigono

Imagen de un bezigono. Las curvas de Bézier conectan los puntos azules y los puntos de control (en verde) modifican el aspecto de la curva.

En geometría, un bezigono, también llamado beziergono es un polígono cuyos lados son curvas de Bézier en vez de líneas rectas. Por ejemplo, las fuentes PostScript del formato PDF utilizan bezigonos para que el texto sea escalable a cualquier resolución.
Los bezigonos se suelen utilizar durante el proceso de conversión de gráfico rasterizado a gráfico vectorial.

## Programas
A continuación se listan algunos programas populares con soporte para dibujar bezigonos:
- Macromedia Freehand
- AppleWorks
- Photoshop
- Dia
- Inkscape